# RBA (Verlag)

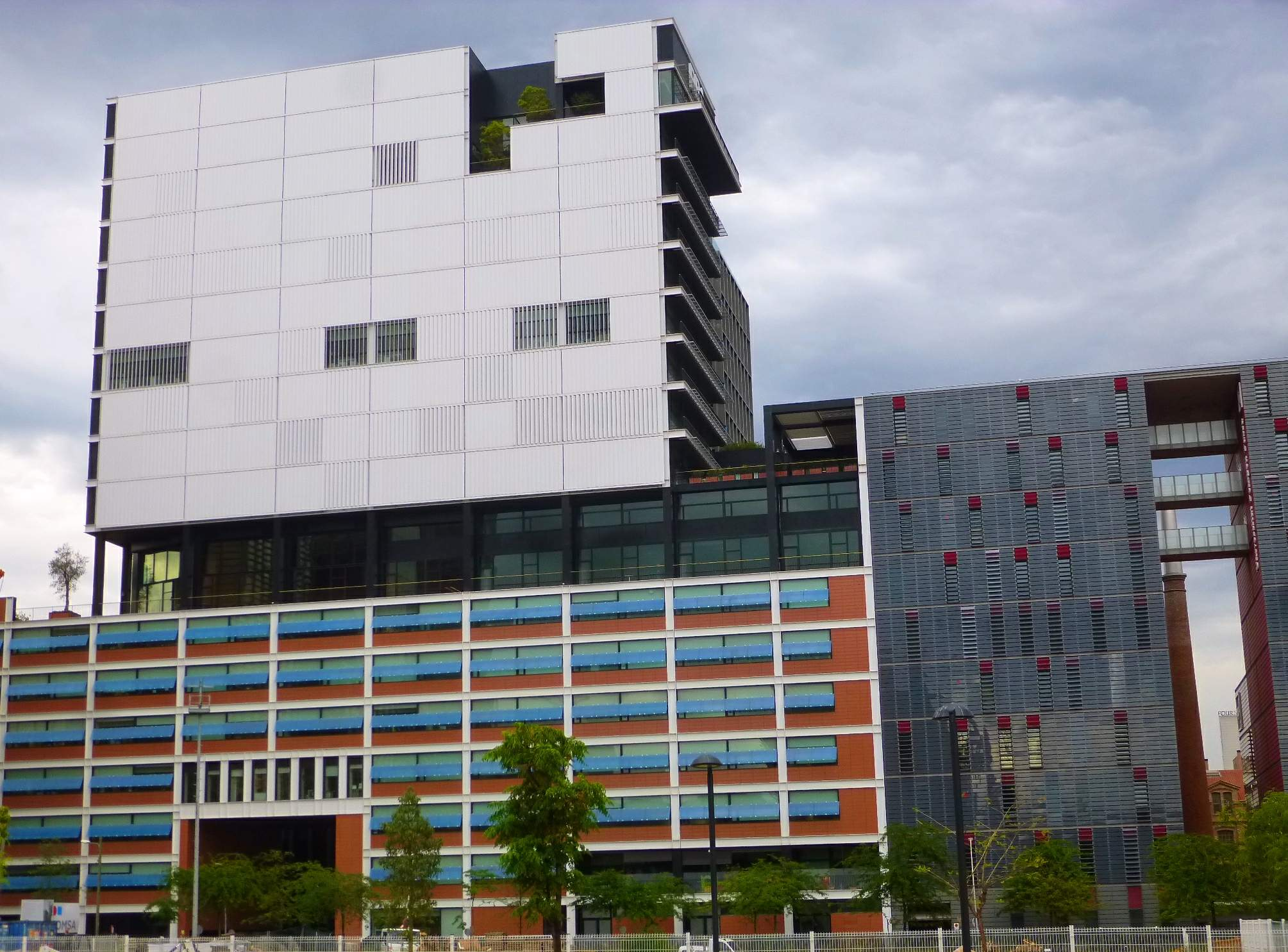
Verlagsgebäude in Barcelona

RBA ist ein spanischer Buch- und Zeitschriften-Verlag aus Barcelona.
Der Verlag wurde 1981 von dem Geschäftsmann Ricardo Rodrigo, der Literaturagentin Carmen Balcells und dem Verleger Roberto Altarriba gegründet. Im Programm finden sich Unterhaltungsliteratur, Sammelwerke, Comics sowie Kinder- und Jugendbücher.
In den 1990er Jahren kamen verstärkt Zeitschriften, wie das Wohnmagazin El Mueble, die Frauenzeitschrift InStyle oder das populärwissenschaftliche National Geographic ins Programm. In den 2000er Jahren wurde der Verlag durch Hinzukäufe kleinerer Verlage erheblich vergrößert.